# Léon Bonnat
Léon Joseph Florentin Bonnat (ur. 20 czerwca 1833 w Bajonnie, zm. 8 września 1922 w Monchy-Saint-Éloi) – francuski malarz, profesor École des Beaux-Arts w Paryżu (od 1882).
Urodził się we Francji, mieszkał i studiował w Madrycie w latach 1846-1853. Studiował u Leona Cognieta, Delacroix i Madrazo y Kuntza. Po powrocie do Paryża stał się uznanym portrecistą. Malował również sceny religijne, orientalne i pejzażowe. Uczestniczył w dekoracji Panteonu, do którego namalował Męczeństwo św. Dionizego. Na jego twórczość duży wpływ miała sztuka hiszpańska, szczególnie prace Diego Velázqueza. Prace Bonnata cechuje drobiazgowe, naturalistyczne wypracowanie szczegółów.
Do głównych prac zalicza się portrety: Ernesta Renana, Louisa Pasteura, Aleksandra Dumas, Victora Hugo, Ingres’a, Hippolyte'a Taine'a, Jules’a Ferry, Armanda Fallières, Adolphe’a Thiers, Émile François Loubeta.
Był uznanym pedagogiem, wykształcił wielu znanych malarzy; jego uczniami byli m.in. Gustave Caillebotte, Georges Braque, Raoul Dufy i Henri de Toulouse-Lautrec, Thomas Eakins i Stanhope Alexander Forbes. W 1913 otrzymał Pour le Mérite za Naukę i Sztukę

## Galeria

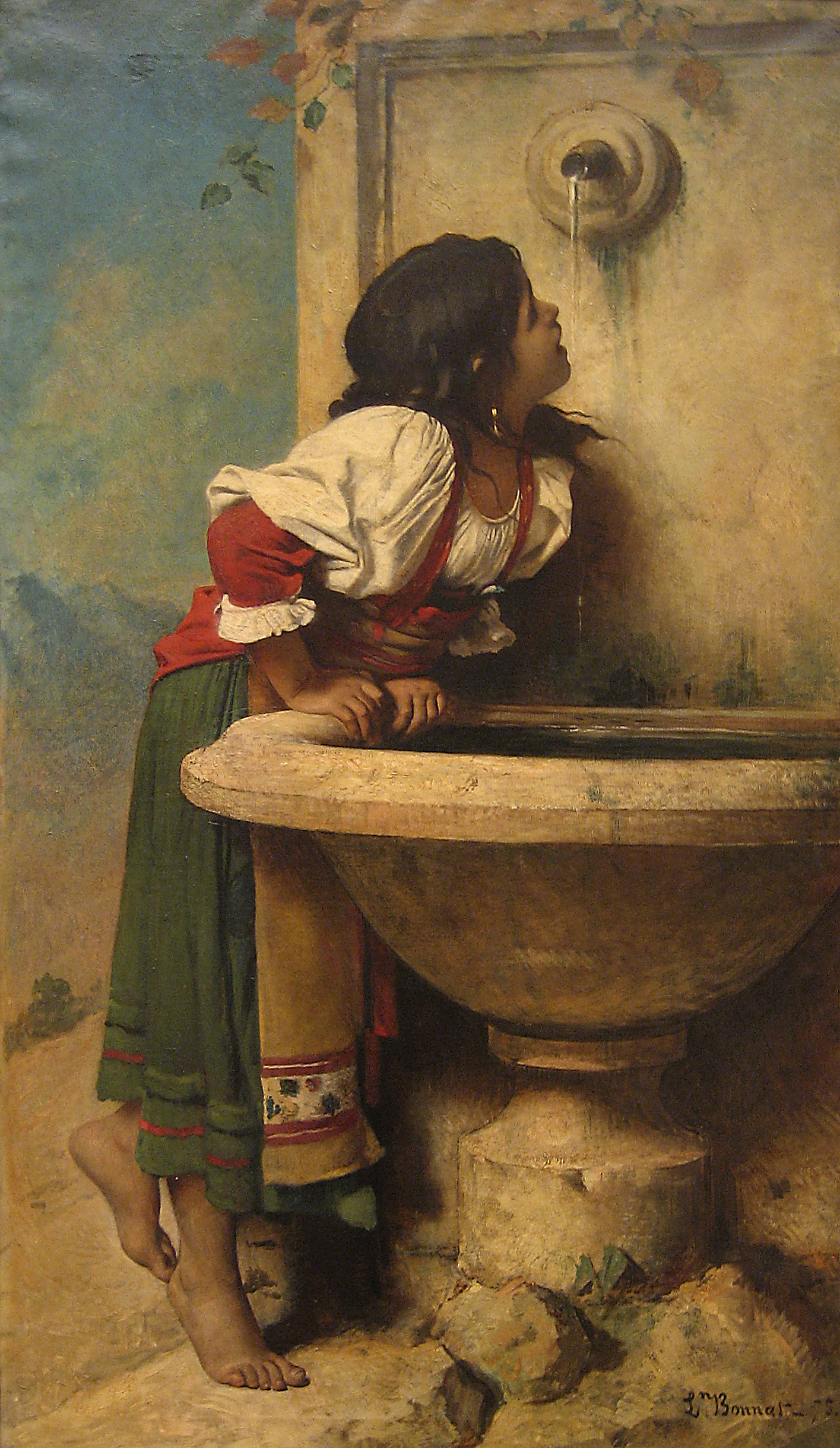
Dziewczyna przy fontannie (1875)
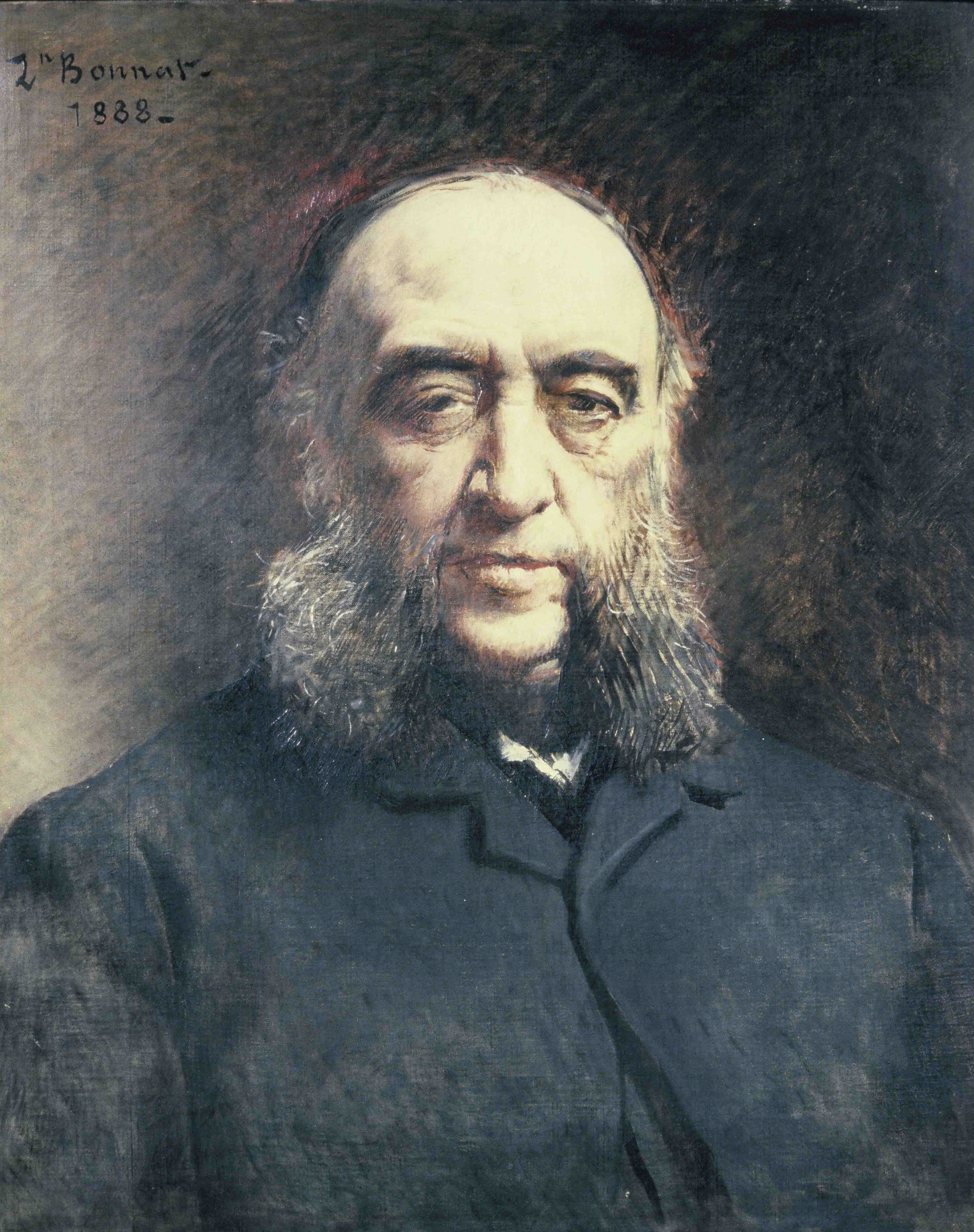
Jules Ferry (1888)
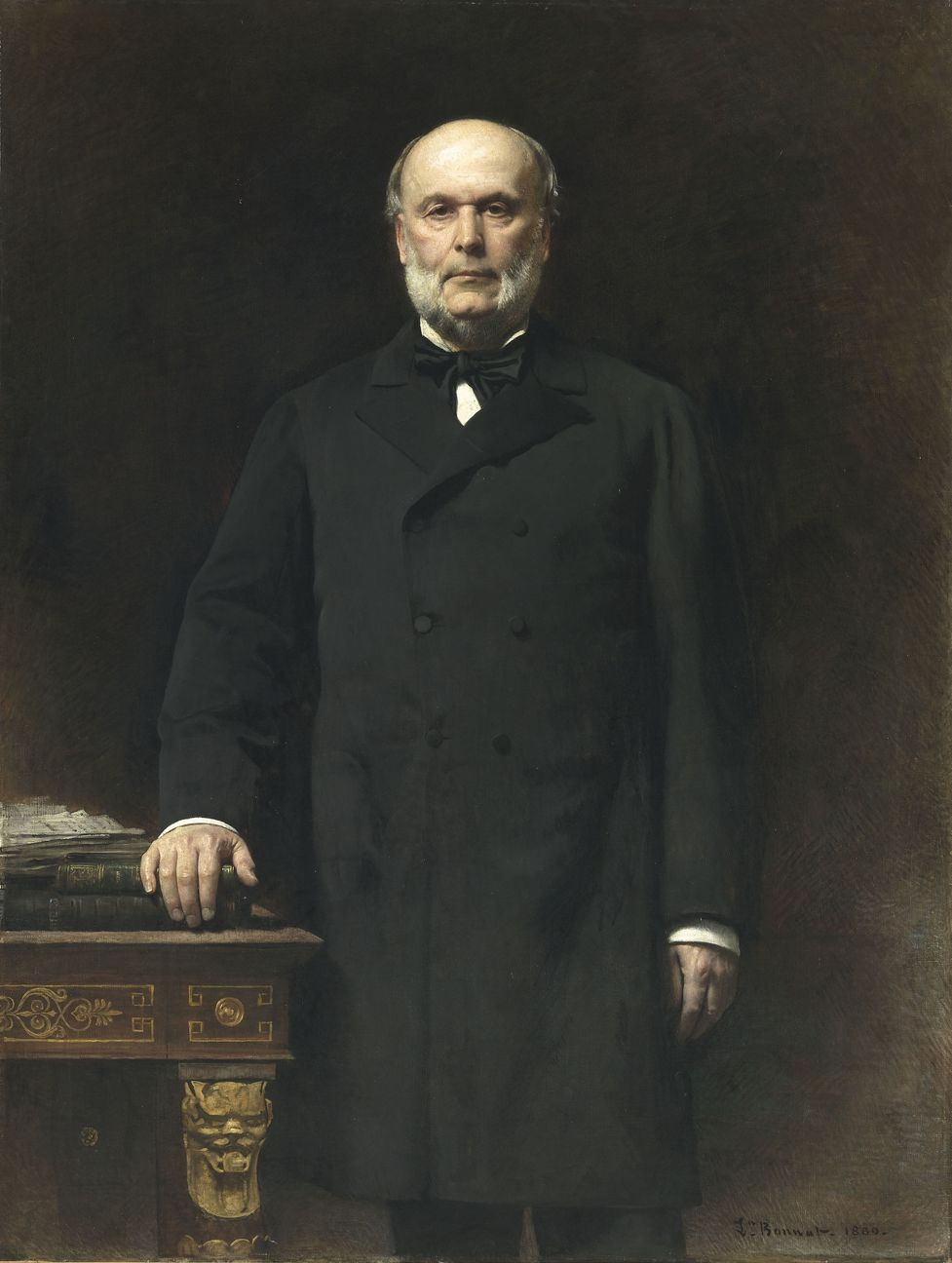
Jules Grévy
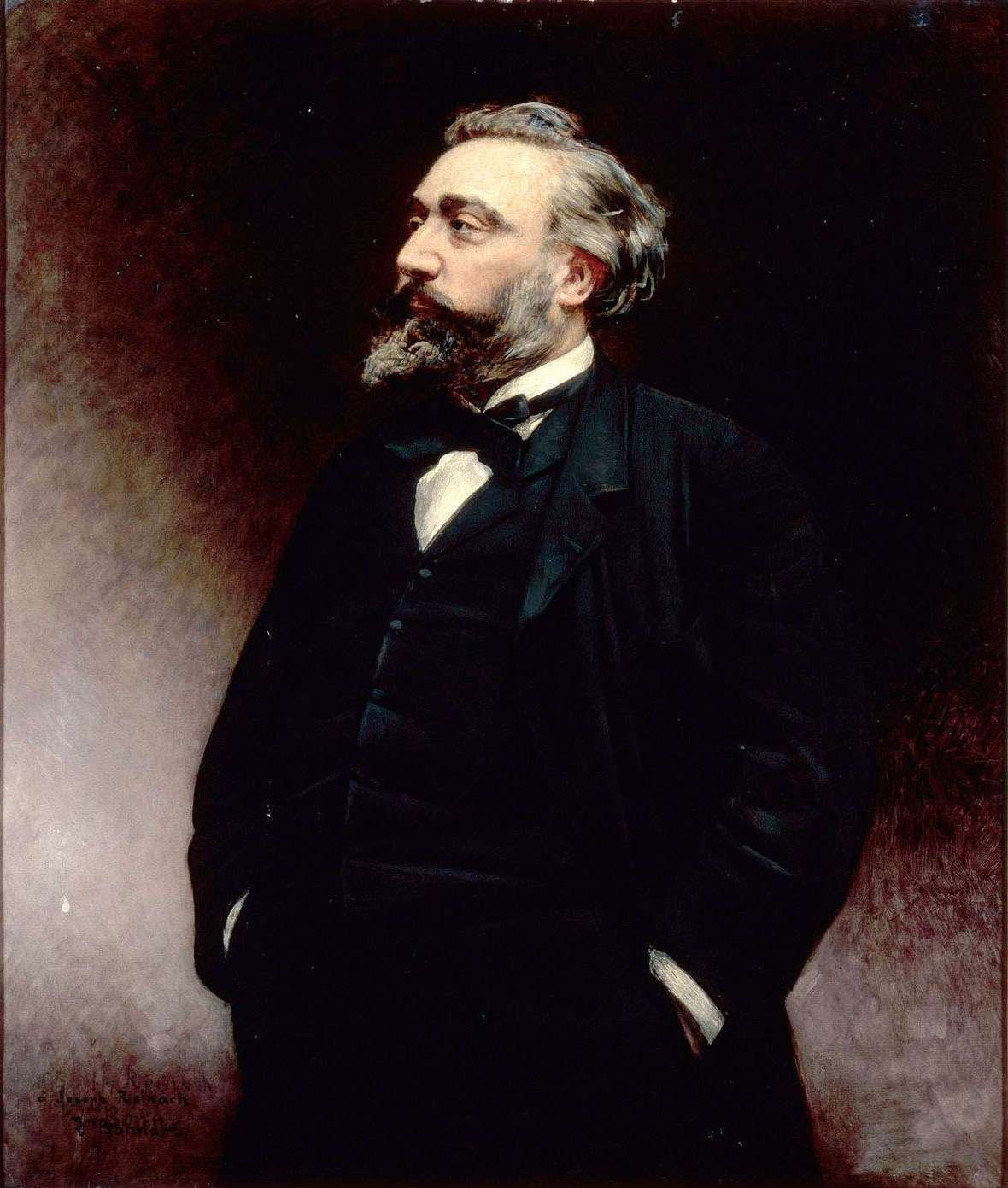
Léon Gambetta